# Русские княжества
Русские княжества (XII—XVI веков) — государственные образования исторической Руси, располагавшиеся (полностью или частично) на территории современных Беларуси, России, Украины, Польши, Молдовы, Румынии, Латвии, Эстонии.
Русские княжества стали самостоятельными после распада Киевской Руси. Возглавлялись князьями из династий Рюриковичей и Гедиминовичей. Также иногда называются термином Удельная Русь. В марксистской теории существование отдельных княжеств характеризуется как феодальная раздробленность.

## Обзор
Древнерусское государство состояло из волостей, которые перераспределялись между представителями правящей династии Рюриковичей. Началом деления на княжества как таковые принято считать раздел Руси Ярославом Мудрым между своими сыновьями (1054). Следующим важным этапом было решение Любечского съезда князей «каждый да держит отчину свою» (1097), но Владимир Мономах и его старший сын и наследник Мстислав Великий путём захватов и династических браков смогли вернуть все княжества в подчинение Киеву.
Смерть Мстислава (1132) принято считать началом периода политической раздробленности (в советской марксистской историографии — феодальной раздробленности), однако Киевское княжество ещё на протяжении нескольких десятилетий оставалось не только формальным центром, но и мощнейшим княжеством, его влияние на периферии не исчезло, а лишь ослабло в сравнении с первой третью XII века. Киевский князь до середины века продолжал распоряжаться Туровским, Переяславским и Владимиро-Волынским княжествами и имел в каждом регионе Руси как противников, так и сторонников. Обособились от Киева Чернигово-Северское, Смоленское, Ростово-Суздальское, Муромо-Рязанское, Перемышльское и Теребовльское княжества и Новгородская земля. Летописцы стали применять для княжеств название земли, которым ранее обозначалась только Русь в целом («Русская земля») или другие страны («Греческая земля»). Земли выступали самостоятельными субъектами международных отношений и управлялись собственными династиями Рюриковичей, за некоторыми исключениями: Киевское княжество (называлось «Русской землёй») и Новгородская земля не имели собственной династии и представляли собой объект борьбы между князьями из других земель (при этом в Новгороде права князя были сильно ограничены в пользу местной боярской аристократии). За Галицко-Волынское княжество (с 1253 года некоторые правители носили титул «король Руси», лат. Regnum Russiae), после гибели Романа Мстиславича на протяжении около 40 лет шла война между всеми южнорусскими князьями, закончившаяся победой Даниила Романовича Волынского. При этом сохранялись единство княжеского рода и церковное единство, а также представление о Киеве как формально самом главном русском столе и Киевской земле как общей собственности всех князей. К началу монгольского нашествия (1237) общее количество княжеств, включая удельные, достигало 50. Повсеместно продолжался процесс образования новых уделов (в XIV веке общее количество княжеств оценивается уже в 250), но в XIV—XV веках начал набирать силу и обратный процесс, результатом которого стало объединение русских земель вокруг двух великих княжеств: Московского и Литовского.
Далее приводится краткая история тех восьми княжеств (включая Новгородскую республику), которые обычно выделяются исследователями в тех случаях, когда не рассматривается полный перечень упомянутых выше русских земель, на которые распалось Древнерусское государство. Как правило, перечисленные ниже княжества располагали исключительно большой территорией, экономической и политической мощью, а их правители в различные периоды проявляли амбиции общерусского масштаба.

### Полоцкое княжество
Династически обособилось первым, закрепившись за потомками Изяслава Владимировича, тогда как в остальной Руси правили потомки Ярослава Владимировича. Изяслав и Ярослав Мудрый оба были сыновьями Владимира от полоцкой княжны Рогнеды Рогволдовны, но именно полоцких князей в дальнейшем называли «Рогволожьими внуками».
В западной историографии существует мнение о двух скандинавских династиях на Руси — Рюриковичах и Рогволдовичах. Или двух скандинаво-славянских государствах — Новгородско-Киевском и Полоцком. Американо-украинский историк Омельян Прицак считал, что полоцкая династия была единственной из древних скандинавских династий, которая сумела уцелеть в борьбе с Рюриковичами.
Князь Рогволод, правивший в Полоцке во второй половине X века до Рюриковичей, имел скандинавское («варяжское») происхождение. Исследователь М. Н. Самонова на основе анализа ряда древнескандинавских источников приходит к выводу о вероятной принадлежности Рогволода роду представителя высшей норвежской знати IX века Рёгнвальда Эйстейнссона, ярла Мёра, который мог быть Рогволоду дедом или прадедом.
Полоцк был захвачен в 980 году Владимиром Святославичем, убившим князя Рогволода и насильно взявшим в жёны его дочь Рогнеду. Согласно Лаврентьевской летописи около 987 года после неудачного покушения на его жизнь Рогнеды, Владимир по настоянию бояр решил восстановить уничтоженное Полоцкое княжество. Для этого он построил город Изяславль, где и поселил Рогнеду и своего малолетнего сына Изяслава. Первые несколько лет Изяславль был столицей, затем Изяслав отстроил разрушенный Полоцк, перенеся город на более высокое и неприступное место в устье р. Полоты, на её левый берег. Вероятно, что на первых порах регентшей при нём была Рогнеда.
По смерти Изяслава Владимировича отец не стал присылать в Полоцк одного из его младших братьев, как это делал в других княжествах согласно существовавшему лествичному порядку, и в Полоцке остались править сыновья Изяслава Владимировича — Всеслав Изяславич, затем Брячислав Изяславич, который стремился к осуществлению независимой от Киева политики. Брячиславу наследовал сын Всеслав Брячиславич и его потомки. Так в Полоцке раньше остальных земель возникла своя княжеская династия Изяславичей Полоцких. При этом из наследования остальных земель Руси и Киева Изяславичи оказались исключены.
После разделения полоцкого княжества на уделы и появления соответствующего им ряда династических линий (Витебской, Друцкой, Минской и других) удельных полоцких князей в составе полоцкой ветви Рюриковичей изначальное общеродовое название «полоцкие князья» продолжало употребляться в отношении всех представителей этой ветви Рюриковичей в целом. В общем смысле полоцким князем продолжали называть представителя любой из линий этой ветви, независимо, каким именно из уделов Полоцкой земли он владел.
Последним Рюриковичем, правившим непосредственно в самом Полоцке, был, видимо, Брячислав Василькович, умерший в 1240-х годах, после чего на полоцком престоле появляются князья из Литвы. В Витебске потомки Изяслава Владимировича правили дольше — до 1320 года, когда умер не оставивший сыновей князь Ярослав Василькович, и Витебское княжество перешло к его зятю — Ольгерду. Оба этих последних полоцких князя-Рюриковича происходили от Святослава Всеславича, родоначальника Витебской линии ветви Рюриковичей.

### Черниговское княжество
Обособилось в 1097 году под властью потомков Святослава Ярославича, их права на княжество были признаны другими русскими князьями на Любечском съезде. После того, как в 1127 году был лишён княжения младший из Святославичей и под властью его потомков обособились от Чернигова земли на нижней Оке, а в 1167 году пресеклась линия потомков Давыда Святославича, династия Ольговичей утвердилась на всех княжеских столах Черниговской земли: северными и верхнеокскими землями владели потомки Всеволода Ольговича (они также являлись постоянными претендентами на Киев), Новгород-Северским княжеством — потомки Святослава Ольговича. В Чернигове княжили представители обеих ветвей.
Кроме Киева, в конце XII—начале XIII веков Ольговичам удавалось ненадолго распространять своё влияние на Галич и Волынь, Переяславль и Новгород.
В 1223 году черниговские князья участвовали в первом походе против монголов. Весной 1238 года в ходе монгольского нашествия были разорены северо-восточные земли княжества, осенью 1239 года — юго-западные.
В середине XIII века мощнейшим княжеством Левобережья стало Брянское, включившее в себя все чернигово-северские земли, за исключением верховьев Оки и Посемья. В 1263 году Роман Брянский освободил Чернигов от литовцев и присоединил его к своим владениям, после чего те брянские князья. которые были родом из Ольговичей, одновременно стали носить и титул великого князя черниговского.
Первую половину XIV века в Брянске княжили смоленские князья, получившие права предположительно, посредством династического брака. Несколько десятилетий длилась борьба за Брянск, а в 1356 году великий князь литовский Ольгерд Гедиминович захватил княжество и посадил на княжение Романа Михайловича из Ольговичей. Во второй половине XIV века параллельно с ним в брянских землях княжили также сыновья Ольгерда Дмитрий и Дмитрий-Корибут. После Островского соглашения автономия Брянского княжества была ликвидирована, Роман Михайлович стал литовским наместником в Смоленске, где был убит в 1401 году.

### Киевское княжество
За смертью Мстислава Великого (1132) последовала открытая борьба между его младшими братьями и сыновьями, благодаря которой черниговские Ольговичи смогли не только восстановить утраченные в предыдущий период позиции, но и включиться в борьбу за Киев. В середине XII века произошли две крупные междоусобные войны (1146—1154 и 1158—1161), в результате которых Киев утратил прямой контроль над Туровским, Переяславским и Владимиро-Волынским княжествами.
Подверглась дроблению и сама Киевская земля. Попытка Мстислава Изяславича (1167—1169) сосредоточить управление ею в одних руках вызвало недовольство удельных князей, что позволило Андрею Боголюбскому создать союз, силами которого Киев был разгромлен впервые в истории междоусобиц (1169), при этом Андрей Боголюбский, утвердив своё влияние на юге, продолжил занимать владимирский престол.
В 1181—1194 годах в Киеве действовал дуумвират глав черниговского и смоленского княжеских домов. Этот период ознаменовался отсутствием борьбы за власть в Киеве и успехами в русско-половецком противостоянии.
В 1201 году свои права на Киевскую землю предъявил Роман Мстиславич, правитель объединённого Галицко-Волынского княжества. В ходе борьбы Рюриком Ростиславичем и его союзниками Киев был разгромлен во второй раз. В то же время, вплоть до смерти Всеволода Большое Гнездо (1212), сохранялось влияние на южнорусские дела и со стороны владимирских князей.
Киев продолжал являться центром борьбы со Степью. Несмотря на фактическую независимость, другие княжества (Галицкое, Волынское, Туровское, Смоленское, Черниговское, Северское, Переяславское) посылали войска на киевские сборы. Последний такой сбор был осуществлён в 1223 году по просьбе половцев против нового общего врага — монголов. Однако битва на реке Калке союзниками была проиграна, а монголы после победы вторглись на Русь, хотя и не дошли сразу до Киева, являвшегося одной из целей их похода.
В 1240 году Киев был всё же захвачен монголами. В 1243 году Батый отдал разорённый Киев владимирскому князю Ярославу Всеволодовичу, признанному «стареи всем князем в Русском языце». После смерти Ярослава Киев был передан его сыну — Александру Невскому. Это было последнее упоминание Киева в летописях как центра Русской земли.
После падения улуса Ногая (1300) в состав Киевской земли вошли обширные территории на левом берегу Днепра, включая Переяславль и Посемье, в княжестве утвердилась путивльская династия (потомки Святослава Ольговича).
Около 1320 года Киевское княжество попало под власть Великого княжества Литовского, и хотя сохранило свою целостность, но с тех пор там княжили представители литовской династии.

### Новгородская республика
Новгород вышел из-под управления киевских князей в 1136 году. В отличие от других русских земель, Новгородская земля стала феодальной республикой, главой которой был не князь, а посадник. Посадник и тысяцкий избирались вечем, в то время как в остальных русских землях тысяцкого назначал князь. Новгородцы заключали союзы с одними русскими княжествами для защиты своей самостоятельности от других, а с начала XIII века и для борьбы с внешними врагами: Литвой и католическими орденами, обосновавшимися в Прибалтике.
С 1333 года Новгород впервые пригласил на княжение представителя литовского княжеского дома. В 1449 году по договору с Москвой польский король и великий князь Литовский Казимир IV отказался от претензий на Новгород, в 1456 году Василий II Тёмный заключил с Новгородом неравноправный Яжелбицкий мирный договор, а в 1478 году Иван III полностью присоединил Новгород к своим владениям, упразднив вече. В 1494 году в Новгороде был закрыт ганзейский торговый двор.

### Владимиро-Суздальское княжество, Великое княжество Владимирское

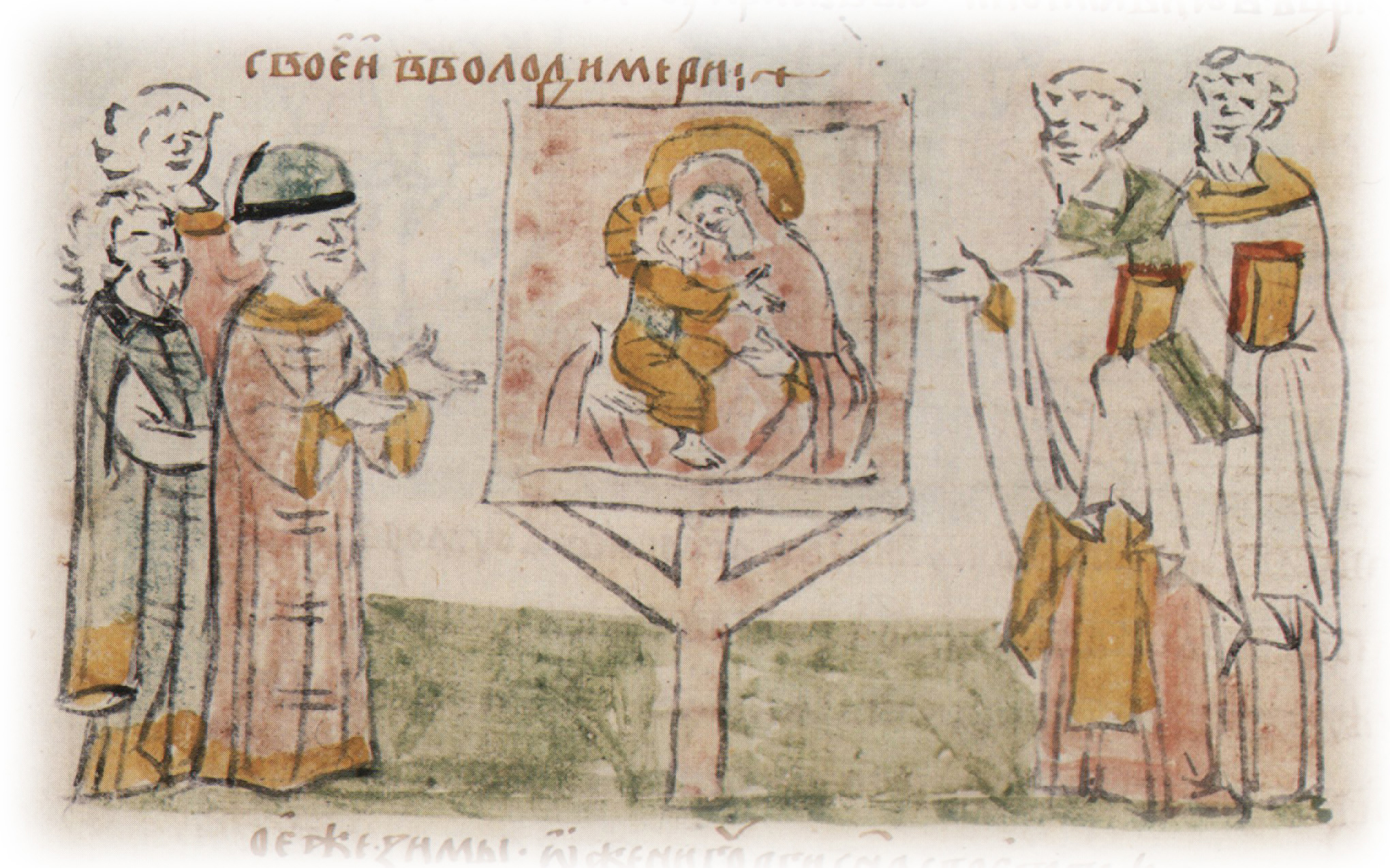
Поставление Андреем Боголюбским иконы Богоматери во Владимирской Богородцкой церкви в 1158—1160 годах. Миниатюра Радзивилловской летописи, конец XV века

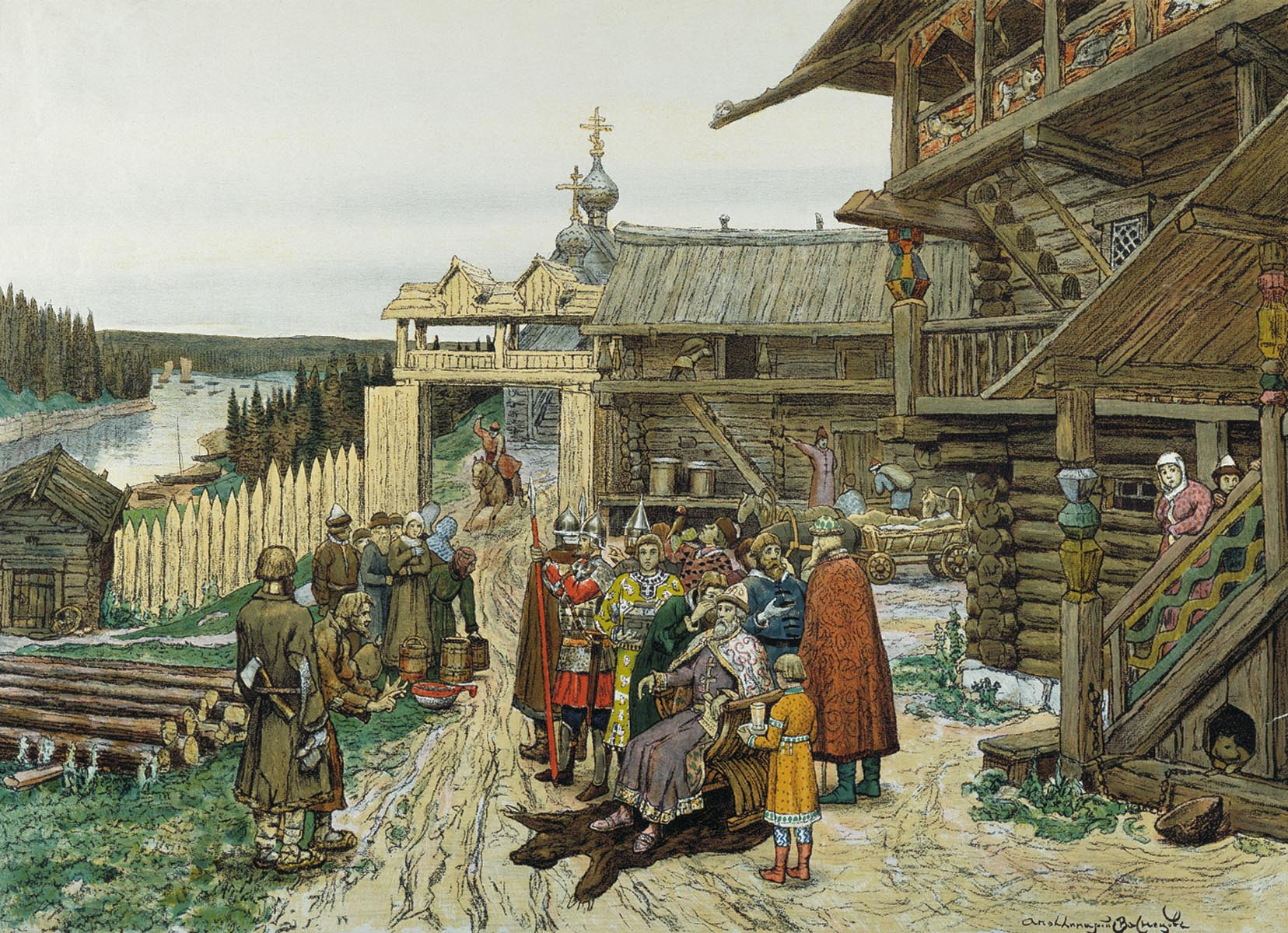
Двор удельного князя. Картина А. М. Васнецова

В летописях до XIII века обычно именовалось Суздальской землёй, с конца XIII века — великим княжением Владимирским. В историографии обозначается термином Северо-Восточная Русь.
Вскоре после того, как ростово-суздальский князь Юрий Долгорукий в результате многолетней борьбы утвердился на киевском княжении, его сын Андрей Боголюбский уехал на север, взяв с собой икону Божьей Матери из Вышгорода (1155). Андрей перенёс столицу Ростово-Суздальского княжества во Владимир и стал первым великим князем Владимирским. В 1169 году он организовал взятие Киева, и, по выражению русского историка В. О. Ключевского, «отделил старшинство от места», посадив на киевское княжение своего младшего брата и оставшись княжить во Владимире. Укрепившиеся в Киевской земле смоленские Ростиславичи смогли, однако, отбить попытки Андрея распоряжаться их владениями (1173). Победителем в борьбе за власть после гибели Андрея Боголюбского вышел его младший брат Всеволод Большое Гнездо, поддержанный жителями новых городов юго-западной части княжества («холопы-каменщики») против ставленников старого ростово-суздальского боярства. К концу 1190-х годов он добился признания своего старшинства всеми князьями, кроме черниговского и полоцкого. В 1211 году, незадолго до его смерти, встал вопрос о престолонаследии: старший сын Всеволода Константин (женатый на дочери смоленского князя) требовал дать ему оба старших города, Владимир и Ростов, Юрию же дать Суздаль. Тогда Всеволод созвал съезд представителей различных социальных слоёв по вопросу престолонаследия, который подтвердил решение Всеволода о лишении Константина прав на великое княжение в пользу Юрия: Юрий сел во Владимире, а Константин в Ростове. Это стало причиной войны между ними после смерти Всеволода (1212—1216).
С 1154 года под управлением владимирских князей находилось Переяславское княжество (за исключением короткого периода 1206—1213 годов).
Владимирские князья использовали зависимость Новгородской республики от подвоза продовольствия из земледельческого Ополья через Торжок, чтобы распространить своё влияние и на неё. Также владимирские князья использовали свои военные возможности для защиты Новгорода от вторжений с запада и с 1231 по 1333 год неизменно княжили в Новгороде. Как указано выше, в 1333 году Новгород впервые пригласил на княжение представителя литовского княжеского дома.
В 1237—1238 годах Владимирское княжество подверглось опустошению монголами. В 1243 году владимирский князь Ярослав Всеволодович был вызван к Батыю и признан старейшим князем на Руси. В конце 1250-х годов была проведена перепись и началась систематическая эксплуатация княжества монголами. Со смертью его сына, Александра Невского (1263), Владимир перестал быть резиденцией великих князей. На протяжении XIII века на его территории образовались удельные княжества с собственными династиями: Белозерское, Галицко-Дмитровское, Городецкое, Костромское, Московское, Переяславское, Ростовское, Стародубское, Суздальское, Тверское, Углицкое, Юрьевское, Ярославское (всего до 13 княжеств), причём в XIV веке тверские, московские и нижегородско-суздальские князья стали титуловаться «великими». Собственно владимирское великое княжение, включавшее в себя город Владимир с обширной территорией в зоне Суздальского Ополья и право сбора дани для Орды со всех княжеств Северо-Восточной Руси, кроме великих, получал по ярлыку от ордынского хана один из князей. С 1331 года владимирское княжение закрепилось за московским княжеским домом, с 1389 года фигурировало в завещаниях московских князей наряду с московским доменом. В 1428 году произошло окончательное слияние Владимирского княжества с Московским.
В 1299 году митрополит всея Руси переехал из Киева во Владимир, а в 1327 году — в Москву.

### Смоленское княжество
Княжество обособилось при внуке Владимира Мономаха — Ростиславе Мстиславиче. Смоленских князей отличало стремление занимать столы за пределами своего княжества, благодаря чему оно почти не подвергалось дроблению на уделы и имело интересы во всех регионах Руси. Ростиславичи были постоянными претендентами на Киев и прочно закрепились в ряде его пригородных столов. С 1181 по 1194 год в Киевской земле установился дуумвират, когда городом владел Святослав Всеволодович черниговский, а остальным княжеством — Рюрик Ростиславич. После смерти Святослава Рюрик несколько раз добывал и терял Киев, а в 1203 году, как до него Андрей Боголюбский, второй раз в истории междоусобиц подверг столицу Руси разгрому.
Вершиной смоленского могущества стало княжение Мстислава Романовича, с 1214 по 1223 год занимавшего киевский стол. В этот период под контролем Ростиславичей находились Новгород, Псков, Полоцк, Витебск и Галич. Именно под эгидой Мстислава Романовича как киевского князя был организован по сути общерусский поход против монголов, закончившийся разгромом на реке Калке.
Монгольское нашествие коснулось только восточной окраины княжества и не затронуло сам Смоленск. Смоленские князья признали зависимость от Орды, в 1275 году в княжестве была проведена перепись. Положение Смоленска было более благоприятным по сравнению с другими землями. Татарским набегам он почти не подвергался, возникшие в его составе уделы не закреплялись за отдельными княжескими ветвями и оставались под контролем смоленского князя. В 1290-е годы территория княжества расширилась за счёт присоединения Брянского княжества из Черниговской земли, в то же время смоленские князья посредством династического брака утвердились в Ярославском княжестве. В первой половине XIV века при князе Иване Александровиче смоленские князья начали именоваться великими. Однако к этому времени княжество оказалось в роли буферной зоны между Литвой и Московским княжеством, правители которых стремились поставить смоленских князей в зависимость от себя и постепенно захватывали их волости. В 1395 году Смоленск был завоёван Витовтом. В 1401 году смоленский князь Юрий Святославич при поддержке Рязани вернул себе стол, однако в 1404 году Витовт снова захватил город и включил его в состав Литвы.

### Галицко-Волынское княжество

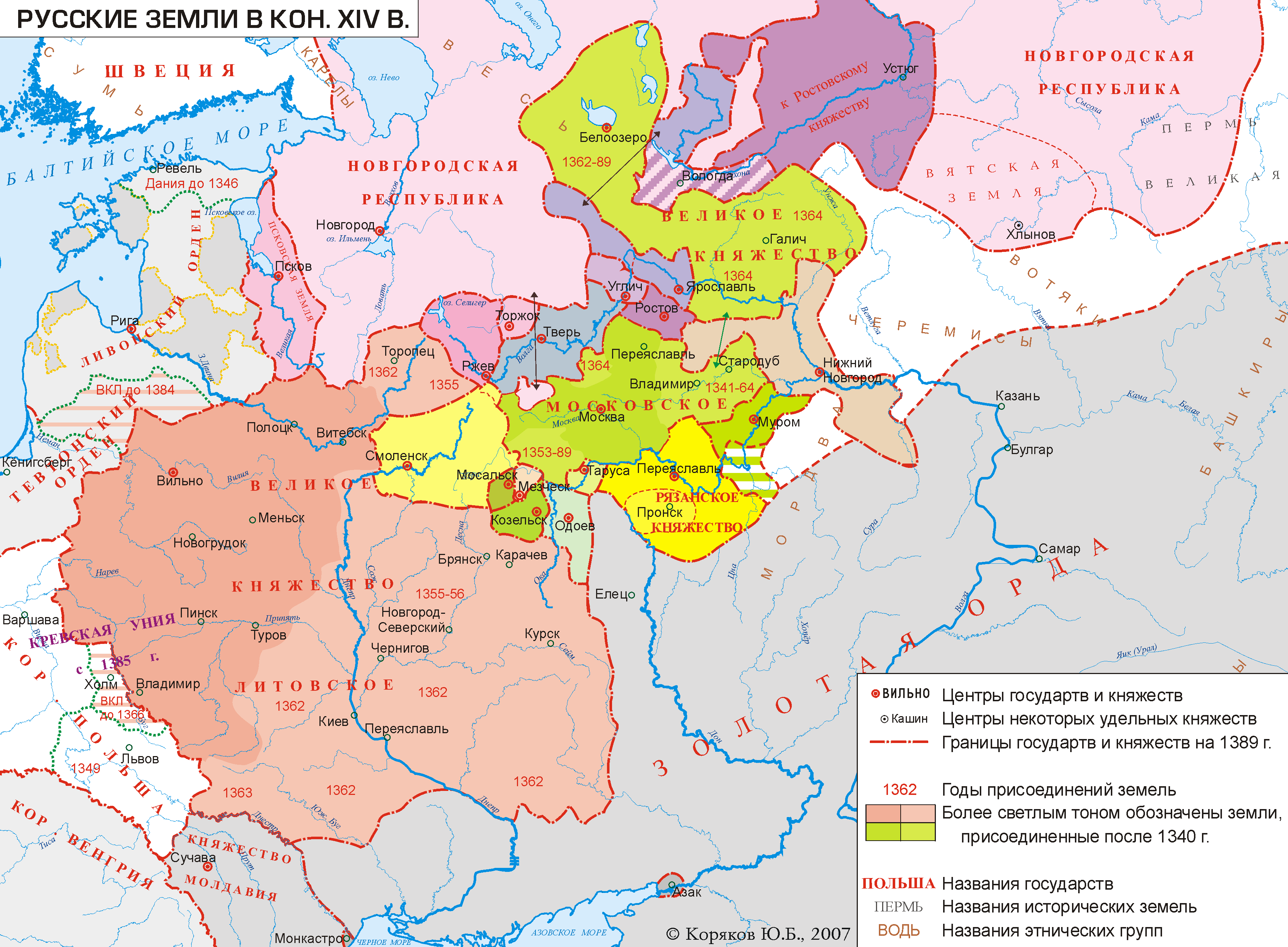
Русские земли в 1389 году

После раздела Руси между Ярославичами (1054) весь юго-запад Руси оказался под властью потомков Изяслава Ярославича. В 1086 году потомки самого старшего Ярославича — Владимира вывели Перемышль и Теребовль из-под власти волынских князей и в 1140 году объединили эти земли в единое Галицкое княжество. Волынь в начале XII века оказалась под властью старшей ветви потомков Владимира Мономаха. Её представители, пользуясь симпатиями киевлян, активно боролись против половцев и за киевское княжение — против суздальских князей.
После пресечения первой галицкой династии галицким престолом овладел Роман Мстиславич Волынский, соединив тем самым два княжества в своих руках. В 1201 году он был приглашён на великое княжение киевскими боярами, но оставил княжить в Киеве младшего родственника, превратив Киев в форпост своих владений на востоке.
Роман Мстиславич принял у себя изгнанного крестоносцами во время четвёртого крестового похода византийского императора Алексея III Ангела. В 1204 году он получил предложение королевской короны от римского папы Иннокентия III, но не принял её. По версии первого русского историка В. Н. Татищева, Роман Мстиславич был автором проекта политического устройства всех русских земель, при котором великий киевский князь избирался бы шестью князьями: владимирским (Владимир-Волынский?), черниговским, галицким, смоленским, полоцким и рязанским. Их княжества передавались бы по наследству старшему сыну. В летописи Роман Мстиславич назван «самодержцем всея Руси».
После гибели Романа Мстиславича в 1205 году произошла длительная борьба за власть, победителем из которой вышел старший сын и наследник Романа Даниил, восстановивший свой контроль над всеми владениями отца к 1240 году — времени начала последней фазы западного похода монголов — похода на Киев, Галицко-Волынское княжество и в Центральную Европу. В 1250-е годы Даниил боролся против монголов, но ему всё же пришлось признать зависимость от них. Галицко-волынские князья платили дань и участвовали в качестве подневольных союзников в ордынских походах на Литву, Польшу и Венгрию, но сохраняли свой собственный порядок передачи престола.
Галицко-волынские князья также распространили своё влияние на Турово-Пинское княжество. В 1254 году Даниил Романович Галицкий, рассчитывая на западных союзников в противостоянии с Ордой, согласился принять от папы римского королевский титул и стал именоваться «королём Руси». Время княжения Даниила Романовича было периодом наибольшего экономического и культурного подъёма и политического усиления Галицко-Волынской Руси.
При Льве Даниловиче к Галицко-Волынскому княжеству были присоединены часть Закарпатья с городом Мукачево (ок. 1280) и Люблинская земля (ок. 1292).
После переноса в 1299 году резиденции митрополита всея Руси из Киева во Владимир Юрий Львович Галицкий в 1303 году добился от императора Андроника II Палеолога и константинопольского патриарха Афанасия I создания Галицкой митрополии, просуществовавшей (с перерывами) до конца XIV века. В Галицкую митрополию входили Галицкая, Холмская, Перемышльская, Луцкая, Владимирская и Туровская епархии. Сыновья Юрия Львовича Лев и Андрей правили княжеством совместно и погибли в сражении весной 1323 года.
В 1340 году за обладание территорией ослабевшего Галицко-Волынского княжества (распалось в 1349 году) развернулась вооружённая борьба между Королевством Польским и Великим княжеством Литовским. Окончательно галицко-волынские земли были разделены между Литвой и Польшей в 1392 году.

### Великое княжество Литовское

Территория Великого княжества Литовского

В XIII веке в результате подчинения ряда территорий князем Миндовгом сформировалась так называемая Литва Миндовга, ставшая основой нового государства. Консолидирующим фактором в формировании государства считается агрессия крестоносцев, с которой Великое княжество Литовское (ВКЛ) успешно боролось на протяжении почти двух сотен лет, и постоянная опасность со стороны Орды. В 1320—1323 годах великий князь литовский Гедимин провёл удачные походы на Волынь и Киев. После установления в 1362 году Ольгердом Гедиминовичем контроля над Южной Русью ВКЛ стало государством, в котором при наличии литовского языческого ядра большинство населения составляли русские, а преобладающей религией было православие. Княжество выступило соперником другого возвышающегося в то время центра русских земель — Москвы. Попытки Ольгерда и его преемников расширить влияние на Северо-восточную Русь окончились неудачно.
Ключевым моментом в истории Великого княжества Литовского стало заключение в 1385 году личной унии с Королевством Польским. Великий князь литовский Ягайло, женившись на наследнице польского престола Ядвиге, был коронован как король польский. Одним из обязательств, взятых на себя Ягайло, была христианизация языческих земель на северо-западе княжества в течение четырёх лет. С этого времени влияние католицизма, пользующегося сильной государственной поддержкой, в Литовском княжестве росло. Через несколько лет после заключения унии в результате династической борьбы Ягайло фактически утратил контроль над Великим княжеством Литовским, но при этом формально оставался главой государства. Великим князем Литовским стал его двоюродный брат Витовт, почти сорокалетнее правление которого считается расцветом Великого княжества Литовского. После заключения Островского соглашения и окончания войны за галицко-волынское наследство (1392) были лишены уделов князья Свидригайло в Витебске, Дмитрий-Корибут в Новгород-Северском, Федор Кориатович на Подолье, Владимир Ольгердович в Киеве, также Витовт заменил смоленского князя на своего наместника (1396). Данная политика была направлена прежде всего на усиление великокняжеской власти на наиболее экономически развитых, южных и восточных землях великого княжество Литовского. Вскоре она была свёрнута, и князья стали вновь получать владения в качестве уделов. Витовту почти удалось избавиться от польского влияния, но его планы были сорваны разгромным поражением от татар в битве на Ворскле. В его правление были окончательно подчинены Смоленск и Брянск, на некоторое время под контролем Великого княжества Литовского оказались Тверь, Рязань, Пронск, Великий Новгород и ряд других русских городов. Современники отмечали, что Витовт, ещё при жизни прозванный Великим, был куда более влиятельной особой, чем сам Ягайло.
После неожиданной смерти Витовта накануне готовящейся коронации в 1430 году в Великом княжестве вновь разразилась борьба за власть. Необходимость привлечения на свою сторону православной знати повлекла уравнивание в правах православных и католиков. Ситуация стабилизировалась в 1440 году, когда великим князем был избран молодой сын Ягайло Казимир, на более чем полувековое правление которого приходится период централизации. В 1458 году на подвластных Казимиру русских землях была образована независимая от московской киевская митрополия.
Постепенное ослабление княжества и невозможность самостоятельного ведения борьбы со всё усиливающимся Московским государством привели к увеличению зависимости от Польши. Тяжёлая в материальном плане Ливонская война стала одной из основных причин заключения новой унии, объединившей Великое княжество Литовское и Королевство Польское в федерацию, известную как Речь Посполитая. Несмотря на существенное ограничение суверенитета Великого княжество Литовского, а также потерю целого ряда территорий, сепаратистские тенденции в нём не были исчерпаны, что выразилось в принятии третьей редакции Статута в 1588 году. В этот период Великого княжества достигли европейские ренессансные веяния, непосредственно связанные с пришедшей из немецких земель Реформацией.
Из Ливонской войны Великое княжество Литовское вышло победителем, но несмотря на это, её последствия для страны были очень тяжёлыми. Последующие столетия отмечены нарастанием полонизации, постепенно приведшей к размытию «литвинского» самосознания доминирующего сословия. Полонизация сопровождалась активным окатоличиванием шляхты, что поставило под удар положение православной церкви. В военном плане Великое княжество Литовское было достаточно слабо, многочисленные войны XVII и XVIII столетий проходили по большей части неудачно. Экономические трудности, внутренние и внешние конфликты, а также в целом посредственное управление привели к ослаблению Речи Посполитой, которая вскоре подпала под влияние более могущественных соседей и с течением времени лишилась политической самостоятельности. Попытки реформирования государства вылились в открытое противодействие с соседними государствами и внутренней реакцией. В целом достаточно слабые и неорганизованные усилия привели к иностранной интервенции, а вскоре и разделу государства между Россией, Пруссией и Австрией. Неоднократные попытки возрождения государства, причём как Речи Посполитой, так и самостоятельного Великого княжества Литовского, окончились безрезультатно.

### Великое княжество Московское

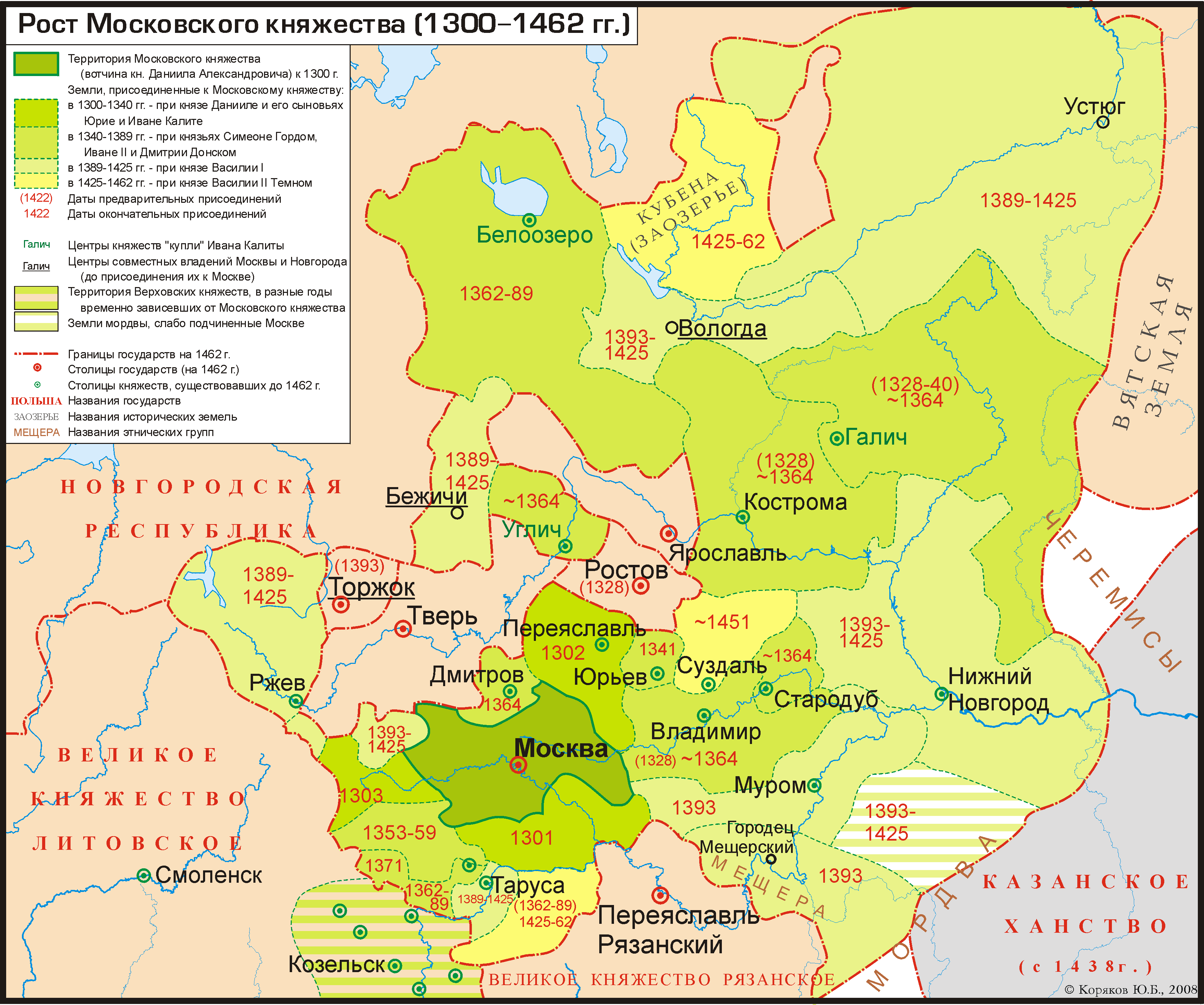
Рост Московского княжества в 1300—1462 годах

Выделилось из состава Владимирского великого княжества в конце XIII века как удел младшего сына Александра Невского — Даниила. В первые годы XIV века московские князья присоединили ряд сопредельных территорий и стали соперничать с Тверским княжеством. В 1328 году вместе с ордынцами и суздальцами москвичи разгромили Тверь, и вскоре московский князь Иван I Калита стал великим князем Владимирским. Впоследствии титул за редким исключением сохранялся за его потомством. В борьбе с Литвой Москва отстояла значение одного из центров объединения русских земель. В 1378—1380 годах были одержаны победы над ордынским узурпатором Мамаем (Битва на Воже, Куликовская битва). В 1382 году объединившему Орду хану Тохтамышу удалось сжечь Москву, Дмитрий Донской признал долг по дани за 2 года и независимость Твери от великого княжения, однако получил само великое княжение в наследственное владение московских князей.
В 1439 году московская митрополия «всея Руси» не признала Флорентийскую унию греческой и римской церквей и стала де-факто автокефальной.
После вокняжения Ивана III (1462) процесс объединения русских княжеств под властью Москвы вступил в решающую фазу. В 1478 году был присоединён Новгород, в 1480 году была достигнута независимость от Орды, в 1487 году начался процесс перехода подвластных Литве князей с их землями под власть Москвы. К концу правления Василия III (1533) Москва стала центром Русского централизованного государства, присоединив помимо всей Северо-Восточной Руси и Новгорода также смоленские и черниговские земли, отвоёванные у Литвы. В 1547 году великий князь Московский Иван IV был венчан на царство. В 1549 году был созван первый Земский собор. В 1589 году московская митрополия была преобразована в патриархию. В 1591 году в царстве был ликвидирован последний удел.

## Население

### Северо-Западная Русь
Монастырское землевладение в Новгороде и Пскове росло довольно быстро. Многие представители знати передавали по завещаниям свои земли на помин души, монастыри могли также покупать землю. В то же время отчуждали свои владения они редко. Исключалось также дробление церковных земель, свойственное светскому землевладению. Доходы с земель пускались духовенством в торговый оборот. Церковь в Новгороде и Пскове покровительствовала торговле, хранила эталоны мер и весов, скрепляла международные торговые договоры.
К числу светских землевладельцев относились бояре, житьи (зажиточные) люди и своеземцы (земцы во Пскове). В отличие от других русских земель, в Новгороде и Пскове отсутствовал княжеский домен и имелось землевладение городской общины.
Наибольшим влиянием обладали бояре. Основу их могущества составляло богатство. Первоначально они пользовались доходами от общественных земель Новгорода. Индивидуальное землевладение боярства складывается к XIV веку. Новгородские бояре занимались также торговлей и ростовщичеством. Они занимали высшие выборные должности (посадника, кончанского старосты). Во Пскове крупное землевладение не было распространено, экономическое господство бояр было слабее, поэтому роль князя и веча была выше, чем в Новгороде.
Новгородская судная грамота упоминает житьих людей рядом с боярами. Они также владели землями, населёнными крестьянами и, как и бояре, оставались горожанами и принимали участие в торговле. До XIV века из их числа избирался тысяцкий, но затем эта должность была узурпирована боярами.
Основная масса новгородских своеземцев (673 из 780) владела мелкими вотчинами, сопоставимыми с крестьянскими наделами. Около 25 % своеземцев обрабатывали участки собственным трудом. Около 1/3 предоставляли свои владения в пользовании крестьян и проживали в городе. Своеземцы пользовались привилегиями членов городской общины. Источники, прежде всего новгородские писцовые книги, свидетельствуют, что одной из наиболее древних форм было коллективное землевладение горожан. К примеру, в коллективной собственности более чем 115 жителей города Ямы находилось село в 52 крестьянских двора. Распад такой коллективной собственности был одним из источников возникновения мелких вотчин.
Как отмечал С. В. Юшков, основной землевладельческой группой были горожане. Члены городской общины обладали исключительным правом на вотчины из земель, тяготевших к городу. Режим этих земель регулировало вече. Основным занятием купцов была торговля, но, как и каждый горожанин, они могли быть землевладельцами. Новгородская судная грамота при разрешении споров о земле упоминает купца в одном ряду с боярином и житьим человеком. Купечество было объединено в корпорации, общества, центрами которых обычно служили храмы. По Рукописанию князя Всеволода XIII века известен устав корпорации, объединённой вокруг новгородской церкви Иоанна Предтечи. Иванская корпорация в решении своих дел действовала самостоятельно. В Новгороде имелись чёрные, малодшие люди, к которым относились мастера, ученики, ремесленники и наймиты. В качестве членов городской общины они пользовались рядом привилегиями при покупке земель, тянувших к городу, принимали участие в местном самоуправлении, обладали податным иммунитетом.
Зависимое население было представлено крестьянами, половниками и холопами. Большая часть крестьян находилась в зависимости от государства и именовалась смердами. Они выполняли повинности в пользу государства и платили налоги. Согласно договору между Псковом и Литвой, беглого смерда следовало возвращать «в свой погост». В некоторых источниках монастырские крестьяне именовались сиротами. Постепенно увеличивалось число крестьян, зависимых от землевладельцев. Вотчинное землевладение росло за счёт самовольного захвата крестьянских земель, а также покупки земель общинников, вышедших из крестьянской общины.
Псковская судная грамота уделяет большое место половникам, людям, работавшим из половины урожая. Во Пскове половники были представлены изорниками — пахарями, огородниками и кочетниками — рыболовами. Они жили в селе господина. Изорник мог уйти от своего господина только один раз в году поздней осенью и при условии выплаты всех долгов.
В Новгороде и Пскове имелись также холопы. В Новгородской республике холопы обрабатывали земли в вотчинах. Документы предписывали возвращать беглых холопов их хозяевам. В Новгородской судной грамоте говорится, что господин нёс ответственность за своего холопа в случае совершения последним преступления, преследуемого в порядке частного обвинения.

### Юго-Западная Русь
В Галицко-Волынском княжестве сформировалась многочисленная группа бояр, мужи галицкие, сосредоточившие в своих руках подавляющее большинство земельных владений. Бояре владели крупными вотчинами и зависимыми крестьянами, вели масштабную торговлю. С XII века мужи галицкие боролись с любыми попытками ограничить их права в пользу княжеской власти и растущих городов. На Волыни вместе с боярским значительное развитие получило домениальное княжеское землевладение.
Другую группу составляли служилые землевладельцы, получавшие земли в качестве княжеских пожалований или осуществлявшие самозахваты общинных земель. Чаще всего они владели землёй только в период своей службы. Эта категория поставляла зависимых кестьян для княжеского войска. Служилые землевладельцы были опорой галицких князей в борьбе с боярством.
Церковь и монастыри также владели обширными землями и крестьянами. Они приобретали земельные владения за счёт княжеских пожалований и дарений. Подобно князьям и боярам они могли захватывать общинные земли, обращая крестьян в зависимых людей.
Как свободные, и зависимые крестьяне именовались смердами. Вначале в их среде преобладало общинное землевладение, дворище. Постепенно община распалась на отдельные дворы. Развитие крупного землевладения сопровождалось усилением зависимости крестьян и появлением земельной ренты. В XI—XII веках отработочная рента постепенно сменяется продуктовой. Размеры феодальных повинностей устанавливались феодалами по своему усмотрению. Холопство сохранялось, но число холопов уменьшилось, большое их число было посажено на землю и слилось с крестьянами.
В Галицко-Волынском княжестве имелось более 80 городов, крупнейшими из которых были Берестье, Владимир, Галич, Львов, Луцк, Перемышль, Холм. Самую многочисленную категорию городского населения составляли ремесленники, работавшие как на заказчика, так и на внутренний или внешний рынок. В городах действовали различные ремесленные мастерские — ювелирные, гончарные, кузнечные, стеклоделательные. Значительное место занимала соляная торговля.

### Северо-Восточная Русь
Русские жители переселялись с юга на земли, которые заселяли финские племена, и ассимилировали последних. Этот процесс проходил в основном мирно. Ему способствовало отсутствие у финских племён городов, в то время как русские строили города-крепости. В XII — начале XIII веков было возведено около сотни городов, ставших центрами более высокой культуры.
Структура господствующего класса Владимиро-Суздальского княжества почти не отличалась от киевской. Появляется новая категория представителей мелкой знати — дети боярские. В XII веке возникает термин дворяне. К господствующему классу принадлежало и духовенство. Разрушив города и подчинив себе русские государства, монголо-татары, тем не менее, в целях управления сохранили организацию православной церкви.

## Язык
А. А. Зализняк пишет, что по данным берестяных грамот только псковско-новгородские говоры отличались от остальных. Официальная наддиалектная форма древнерусского языка сформировалась, возможно, на основе южного диалекта. В начале письменной эпохи диалекты древнерусского языка претерпевали сходную эволюцию, что свидетельствует об их совместном развитии. Таким образом, древнерусский язык представлял собой относительно единый идиом, в котором происходили общие языковые изменения.
В конце XI—XII веков вместе со старославянскими книгами на Руси был заимствован старославянский (церковнославянский) язык (созданный во второй половине IX века на болгаро-македонской основе). С самого раннего периода своего существования на Руси этот язык адаптировался к живой русской речи. Под её влиянием одни специфические южнославянизмы были вытеснены из книжной нормы русизмами, другие стали допустимыми вариантами в её пределах. В результате к концу XI века сложился древнерусский извод церковнославянского языка.
Существуют различные мнения учёных о языковой ситуации на Руси. Одни исследователи характеризуют её как двуязычие, при котором разговорным и деловым языком был древнерусский, а литературным — церковнославянский (А. А. Шахматов). Другие утверждают самобытность литературного языка Древней Руси, глубину его народной русской речевой основы и, соответственно, незначительность и поверхностность церковнославянского влияния (С. П. Обнорский). Получила известность также компромиссная теория, в соответствии с которой в Древней Руси существовало два книжных языка: церковнославянский и древнерусский (Д. С. Лихачёв). Согласно новейшей теорией диглоссии (Г. Хюттль-Фольтер, А. В. Исаченко, Б. А. Успенский), напротив, церковнославянский и древнерусский языки почти не пересекались и воспринимались как две разные сферы одного языка. Древнерусский и его диалекты (включая древненовгородский диалект берестяных грамот) выполняли роль разговорного языка, языка делового и бытового общения (большинство грамот, включая берестяные, надписи, в том числе граффити). В таких памятниках часто встречаются диалектные особенности и весьма редко — церковнославянизмы. Наддиалектная форма древнерусского языка была языком официальных документов (грамоты, Русская Правда, княжеские уставы). Церковнославянский язык стал книжно-литературным языком Древней Руси (в основном рукописные книги). Он включил многие русизмы, как общие для всех древнерусских диалектов, так и диалектно ограниченные. Эти особенности проявляются в разной степени: в религиозных текстах — лишь в качестве вкраплений, в оригинальных светских текстах (особенно в летописях) — значительно.
В результате различных языковых изменений, а также под влиянием экстралингвистических факторов (распад Древнерусского государства, монгольские завоевания, присоединение южных и западных русских земель к Великому княжеству Литовскому и Польше) древнерусский язык перестал существовать, распавшись на три основные языковые области — великорусскую, украинскую и белорусскую, развивавшиеся отдельно с XIV—XV веков.
На территории Руси, вошедшей в состав Великого княжества Литовского и Польского королевства, формируется западнорусский письменный язык, получивший официальный письменно-литературный статус. В его основу легли местные диалекты, а также церковнославянский и польский языки. В Московской Руси развивается русский литературный язык, основу которого составило московское койне северных и южных великорусских народных говоров.

## Экономика

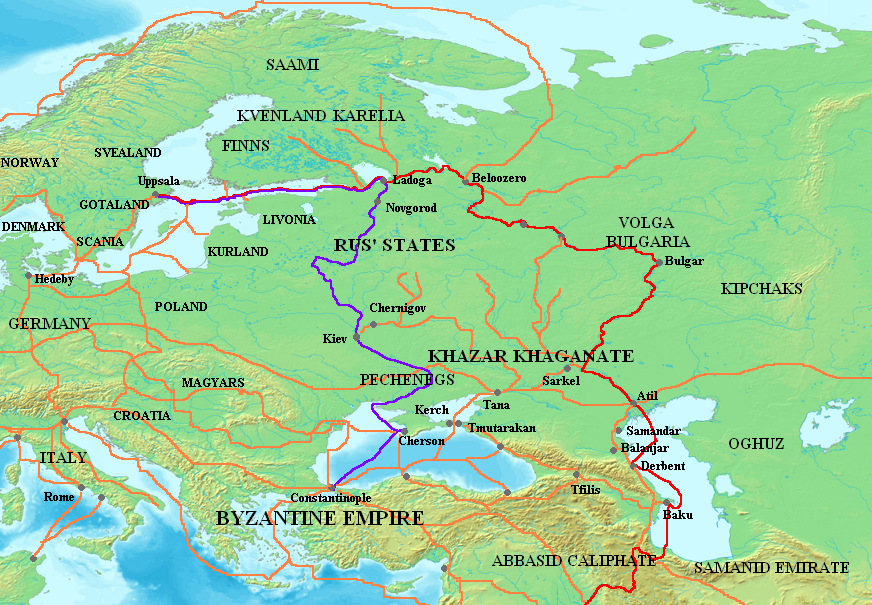
Речные пути Древней Руси: волжский путь отмечен красным, днепровский — фиолетовым

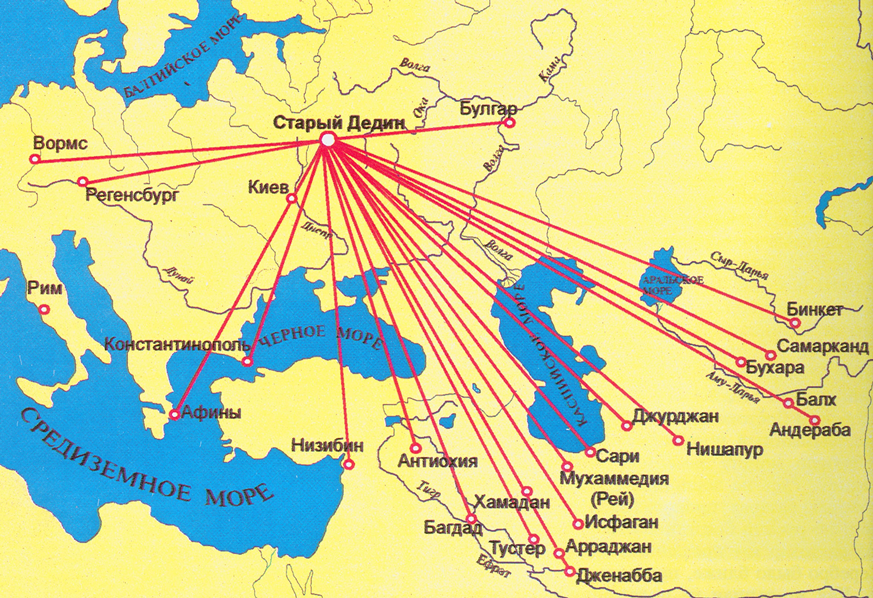
Места чеканки монет из клада, найденного в деревне Старый Дедин

В результате захвата половцами города Саркел и Тмутараканского княжества, а также успеха первого крестового похода, произошло изменение значения торговых путей. Путь «Из варяг в греки», на котором находился Киев, уступил своё значение Волжскому торговому пути и пути, связывавшему Чёрное море с Западной Европой через Днестр. В частности, поход на половцев 1168 года под руководством Мстислава Изяславича имел целью обеспечение прохождения товаров по нижнему Днепру.
«Устав Владимира Всеволодовича» (Мономаха), изданный предположительно после киевского восстания 1113 года, вводил верхнее ограничение суммы процентов по долгам, что избавляло бедноту от угрозы длительной и вечной кабалы. В XII веке, хотя преобладающей оставалась работа ремесленников на заказ, многие признаки свидетельствуют о начале более прогрессивной работы на рынок.
Крупные ремесленные центры стали целями монгольского нашествия на Русь в 1237—1240 годах. Их разорение, захват в плен мастеров и впоследствии необходимость выплаты дани вызвали упадок ремесла и торговли. Что касается Новгородской республики, то в ходе нашествия были разорены лишь её южные окраины, и хотя в 1259 году она вынуждена была согласиться на выплату регулярной дани монголам, значение Великого Новгорода как торгового центра балтийской и волжской торговли продолжало расти весь удельный период. «Уцелели от монгольского нашествия также Полоцко-Минские и другие земли Белоруссии, Чёрная Русь (Новогородок, Слоним, Волковыйск), Городненские, Турово-Пинские и Берестейско-Дорогичинские земли не были завоёваны татаро-монгольскими феодалами». Балтийская торговля Полоцка и Витебска также продолжала развиваться при посредничестве ливонцев и готландцев.

### Сельское хозяйство

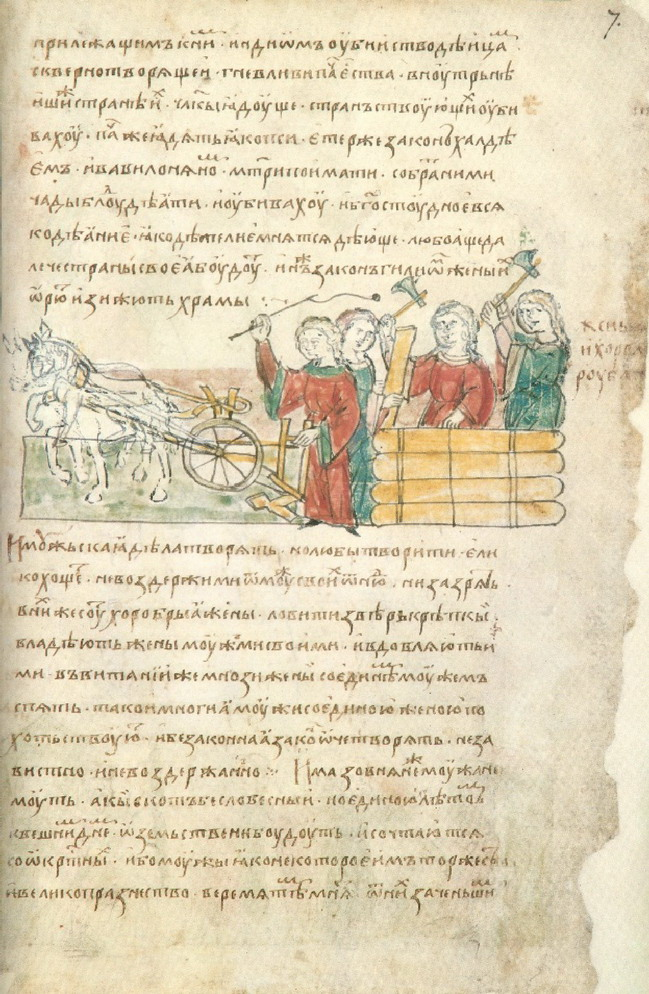
Пахота плугом. Миниатюра из Радзивиловской летописи

Земледелие с предшествовавшего киевского периода продолжало оставаться главным занятием сельского населения и важнейшей отраслью экономики, несмотря на то, что с середины XV века основная масса населения сосредоточилась в области Верхнего Поволжья, где почвы представлены суглинками, менее плодородными, чем чернозёмы Среднего Поднепровья.
На юге Руси с давних времён преобладало пашенное земледелие. С конца XIII по конец XV века в Северо-Восточной и Северо-Западной Руси идёт процесс развития паровой системы земледелия одновременно с процессом вытеснения подсечно-огневой системы. Полевое (паровое) пашенное земледелие широко распространилось в Северо-Восточной Руси к 1370—1380-м годам. Однако в дополнение к полевой пашне в лесной полосе сохранялась практика разработки подсек. Со второй четверти XV века наблюдается широкое распространение паровой трёхпольной системы земледелия и её господство на большей части земель Северо-Восточной и Северо-Западной Руси. Ко второй половине XV века трёхпольная система получает повсеместное распространение. Однако архаические формы земледелия, в первую очередь подсечно-огневая, продолжали применяться в некоторых регионах.
На юге в качестве основных культур выращивались полба, пшеница и гречиха. При трёхпольной системе на отдельных полях возделывались волокнистые, пригодные для ткачества (лён и конопля), бобовые (горох и чечевица) и репа. В северных и центральных регионах во второй половине XIII—XV веке прослеживается тенденция предыдущего периода: рожь по-прежнему занимает первое место среди зерновых культур, процент её зёрен даже несколько возрастает. Также из зерновых культур возделывались пшеница мягкая, ячмень и просо. К XV веку шире распространяются посевы овса. Эта культура выходит на второе место, ещё более оттеснив старые яровые культуры.
Материальные находки включают костные остатки лошадей, коров, овец, свиней, коз, собак и др. Князья уделяли большое внимание разведению лошадей, в числе прочего в связи с военными нуждами. В княжеских имениях содержались многочисленные табуны. Количественные соотношения между костными остатками диких и домашних животных говорят о том, что одной из важнейших отраслей хозяйства оставалась охота.
В Удельной Руси происходит изменение социального положения значительного числа простых земледельцев (смердов). Необеспеченное положение мелких земледельческих хозяйств стало причиной начавшегося с XII века процесса постепенного сосредоточения недвижимой собственности в руках крупных землевладельцев за счёт мелкого землевладения. Смерды из преимущественно собственников земли становятся арендаторами, что отражается на ухудшении их социального и правового положения.
В конце XV века в Московском княжестве началась раздача земель во владение дворянам под условием службы (поместье). В 1497 году был принят Судебник, одним из положений которого ограничивался переход крестьян от одного землевладельца к другому осенним Юрьевым днём.

### Литература

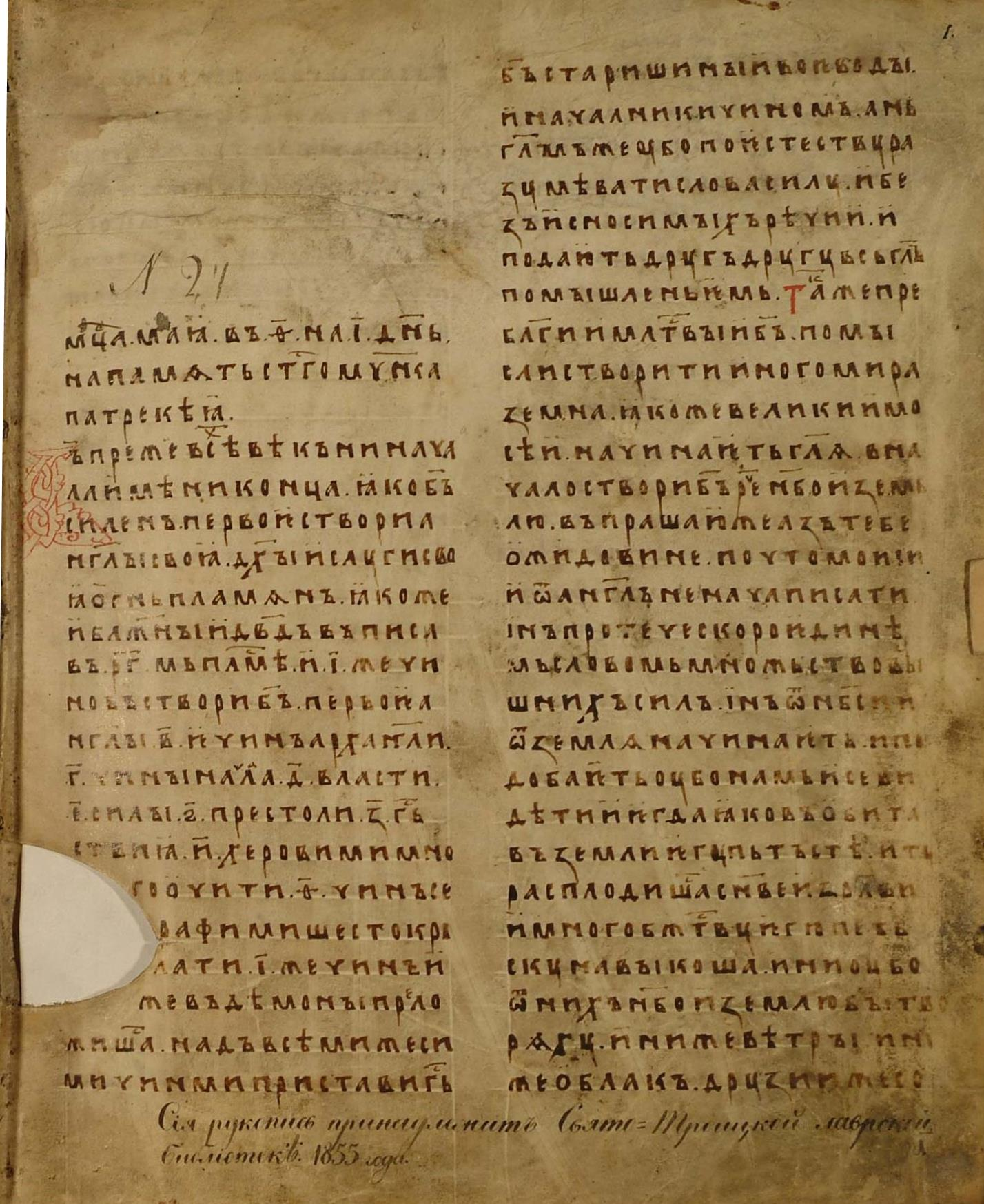
Толковая палея. Список 1406 года (Коломенская палея)

## Культура

## Право
Русское право было правом-привилегией: закон предусматривал различные права и обязанности представителей разных социальных слоёв. Правоспособность низших социальных слоёв ограничивалась. Предусматривались правовые привилегии в отношении высших слоёв (князья, бояре, дружинники и др.). В Удельный период русское право сохраняло многие черты предшествующего периода. Как и в Древней Руси, и по уголовным, и по гражданским делам судебный процесс носил преимущественно состязательный (обвинительный) характер: стороны были равноправны и сами двигали все процессуальные действия. Однако относительной новацией эпохи являлось развитие разыскного процесса.
В удельной Руси получило дальнейшее развитие международное право: известны договоры (др.-рус. рядъ — договор) Новгорода, Смоленска и Полоцка с соседними немецкими городами Балтики. Во внутриполитическом быте договорное право также сохраняло своё значение. Междукняжеские договоры уже с XII века заключались письменно. Договоры князей с населением заключались во всех русских землях. Невыполнение условий ряда князя с населением приводило к столкновениям, которые оканчивались либо изгнанием князя, либо взаимными уступками. Столкновения участились, когда число представителей княжеского рода возросло, и возникли сложности в распределении между ними княжений и в их взаимных отношениях. В северо-западных землях (Новгород, Псков, Смоленск) вече получило наибольшее развитие и влияние и просуществовало дольше, чем в других землях. Отчасти это было обусловлено большим социальным развитием этих земель, обеспеченным торговыми связями с западными странами. Соответственно, и договорные правоотношения населения и князя приобрели здесь весьма важное значение. Ряды князей с дружиной и вольными слугами заключались, по-прежнему, только в устной форме.
Среди письменных источников права большое значение сохраняла Русская Правда. Формировались её новые изводы. В Новгородской и Псковской республиках возникли новые крупные законодательные акты — Новгородская и Псковская судные грамоты. Важными источниками права были также уставы удельных князей. Действовали и церковные уставы первых христианских князей — Уставы Владимира и Ярослава.
Привилегии церкви при монголо-татарах оформлялись ханскими ярлыками. Древнейший сохранившийся — ярлык хана Менгу-Тимура (1266—1267). Ярлыки гарантировали неприкосновенность веры, канонов и богослужения русской церкви, подсудность духовенства и других церковных лиц церковным судам, исключая дела о разбое и убийстве, освобождение от податей, повинностей и пошлин.
Во время экспансии Литовского княжества на русские земли большое значение имел принцип «старины не рушаем, новины не вводим», означавший прежде всего сохранение за лояльными князьями Рюриковичами их владений. В Литовском государстве применялись русское обычное право, нормы Русской Правды, международных договоров и церковное право. В течение XVI века были изданы Литовские статуты, в основу которых легли в частности нормы обычного русского права и Русской Правды.
Русское право получило развитие в Московском княжестве, а затем в централизованном Русском государстве. В Московском княжестве старые нормы русского права сохраняли большой авторитет, и государи не нарушали их в явном виде, но постепенно изменяли. Междукняжеские договоры прекращаются с объединением государства. Развитие русского права выразилось в составлении Судебника 1497 года, разнообразных уставных и судных грамот. В XVI веке в результате отмены вольной службы договор потерял своё значение в области внутренних государственных отношений. Централизованное управление начинает преобладать над договорными отношениями, а законотворческая деятельность государственной власти — над прежней функцией охраны правового обычая. Крупнейшим письменным источником права в Русском государстве XVI века стал Судебник 1550 года.

## Военное дело
В XII веке основной боевой силой вместо дружины становится полк. Старшая и младшая дружина преобразуются в ополчение бояр-землевладельцев и двор князя.
В 1185 году впервые в русской истории отмечается разделение боевого порядка не только по фронту на три тактических единицы (полка), но и в глубину до четырёх полков, общее количество тактических единиц достигло шести, в том числе впервые упоминается отдельный стрелковый полк, который также упоминается на Чудском озере в 1242 году (Ледовое побоище).
Удар, нанесённый экономике монгольским нашествием, отразился и на состоянии военного дела. Процесс дифференциации функций между отрядами тяжёлой кавалерии, наносившей прямой удар холодным оружием, и отрядами стрелков, оборвался, произошла реунификация, и дружинники вновь стали действовать копьём и мечом и стрелять из лука. Отдельные стрелковые части, причём на полурегулярной основе, вновь появились только в конце XV — начале XVI века в Новгороде и Москве (пищальники, стрельцы).

## Внешние войны
О частоте войн В. В. Мавродин приводит следующие цифры: «за XIII—XIV и первую половину XV века русские выдержали больше 160 войн с внешними врагами, из которых 45 сражений с татарами, 41 — с литовцами, 30 — с немецкими рыцарями, а все остальные со шведами, поляками, венграми и болгарами».

### Половцы
После серии наступательных походов в начале XII века половцы вынуждены были откочевать на юго-восток, вплоть до предгорий Кавказа. Возобновление междоусобной борьбы на Руси в 1130-е годы позволило половцам вновь разорять Русь, в том числе в качестве союзников одной из противоборствующих княжеских группировок. Первое за несколько десятилетий наступательное движение союзных сил на половцев организовал Мстислав Изяславич в 1168 году, затем Святослав Всеволодович в 1183 году организовал общий поход сил почти всех южнорусских княжеств и разгромил крупное половецкое объединение южнорусских степей, возглавляемое ханом Кобяком. И хотя половцам удалось разбить Игоря Святославича в 1185 году, в последующие годы половцы не предпринимали масштабных вторжений на Русь вне княжеских усобиц, а русские князья предприняли ряд мощных наступательных походов (1198, 1202, 1203). К началу XIII века произошла заметная христианизация половецкой знати. Из четырёх половецких ханов, упоминаемых летописью в связи с первым вторжением монголов в Европу, двое имели православные имена, а третий крестился перед совместным русско-половецким походом против монголов (битва на реке Калке). Половцы, как и Русь, стали жертвами западного похода монголов 1236—1242 годов.

### Католические ордена, Швеция и Дания
Первое появление католических проповедников на землях зависимых от полоцких князей ливов произошло в 1184 году. К 1202 году относится основание города Риги и Ордена меченосцев. Первые походы русских князей были предприняты в 1217—1223 годах в поддержку эстов, но постепенно орден не только подчинил местные племена, но и лишил русских их владений в Ливонии (Кукейнос, Герсик, Вильянди и Юрьев).
В 1234 году крестоносцы были разгромлены Ярославом Всеволодовичем Новгородским в сражении на Омовже, в 1236 году литовцами и земгалами в битве при Сауле, после чего остатки Ордена меченосцев вошли в состав Тевтонского ордена, основанного в 1198 году в Палестине и захватившего в 1227 году земли пруссов, а северная Эстония отошла во владения Дании. Попытка скоординированной атаки на русские земли в 1240 году, сразу после монгольского нашествия на Русь, закончилась неудачно (Невская битва, Ледовое побоище), хотя крестоносцам удалось ненадолго овладеть Псковом.
После объединения военных усилий Королевства Польского и Великого княжества Литовского Тевтонский орден потерпел решающее поражение в Грюнвальдской битве 1410 года, в 1466 году попал в зависимость от Польши и лишился владений в Пруссии в результате секуляризации 1525 года. В 1480 году, во время стояния на Угре, Ливонский орден предпринял атаку на Псков, но безуспешно. В 1561 году во время Ливонской войны Орден был ликвидирован, часть его земель вошла в состав Великого княжества Литовского, Эстляндия оказалась в руках шведов, датчане овладели островом Эзель.

### Монголо-татары
После победы на Калке в 1223 году над соединёнными силами русских княжеств и половцев монголы повернули на восток, были разбиты волжскими булгарами на переправе через Волгу и предприняли масштабное нашествие в Европу только спустя 13 лет, но при этом уже не встретили организованного сопротивления. Жертвами нашествия стали также Польша и Венгрия, а Смоленскому, Турово-Пинскому, Полоцкому княжествам и Новгородской республике удалось избежать разгрома.
Русские земли (за исключением Полоцкого и Турово-Пинского княжеств) попали в зависимость от Золотой Орды, выражавшуюся в праве ордынских ханов утверждать князей на их столах и выплате ежегодной дани. Правители Орды именовались на Руси «царями».
При наступлении в Орде «великой замятни» по смерти хана Бердибека (1359) великий князь литовский Ольгерд Гедиминович разгромил ордынцев при Синих Водах (1362) и установил контроль над Южной Русью, тем самым положив в конец монголо-татарскому игу в этом регионе. В тот же период великое княжество Московское сделало существенный шаг к освобождению от ига (Куликовская битва 1380 года).
В периоды борьбы за власть в Орде московские князья приостанавливали выплату дани, но вынуждены были возобновлять её после нашествий Тохтамыша (1382) и Едигея (1408). В 1399 году великий князь литовский Витовт попытался вернуть ордынский престол Тохтамышу и таким образом установить контроль над Ордой, но был разбит ставленниками Тимура в битве на Ворскле, в которой погибли и литовские князья-участники Куликовской битвы, а сам Витовт едва спасся.
После распада Золотой Орды на несколько ханств Московское княжество получило возможность проводить самостоятельную политику по отношению к каждому ханству. Потомки Улу-Мухаммеда получили от Василия II мещерские земли, образовав Касимовское ханство (1445). Начиная с 1472 года в союзе с Крымским ханством Москва боролась против Большой Орды, заключившей союз с королём польским и великим князем Литовским Казимиром IV. Крымцы многократно разоряли южнорусские владения Казимира, прежде всего Киев и Подолье. В 1480 году было свергнуто монголо-татарское иго (стояние на Угре). После ликвидации Большой Орды (1502) возникла общая граница между Московским княжеством и Крымским ханством, сразу после чего начались регулярные набеги крымцев на московские земли. Казанское ханство начиная с середины XV века всё более испытывало на себе военное и политическое давление Москвы, пока в 1552 году не было присоединено к Московскому царству. В 1556 году к нему было присоединено также Астраханское ханство, в 1582 году началось завоевание Сибирского ханства.